# 大梵寺
大梵寺，此寺院建於韶州，曾名開元寺、崇寧寺、天寧寺及報恩光孝寺，為佛教禪宗六祖最初「開山」傳法之處。